# Erioptera pectinella
Erioptera pectinella là một loài ruồi trong họ Limoniidae. Chúng phân bố ở miền Australasia.